# Titanic: The Complete Story
Titanic: The Complete Story é um documentário americano que mostra cronologicamente a história do transatlântico RMS Titanic que naufragou em sua viagem inaugural em 1912. É uma compilação de quatro horas dos documentários especiais produzidos pela A&E Television Networks em 1994. A A&E Home Video originalmente vendeu todo o documentário em um box com 4 fitas VHS. É considerado por muitos críticos e historiados como sendo o documentário definitivo sobre o Titanic.

## O documentário
O documentário é narrado pelo ator David McCallum (que atuou como Harold Bride no filme A Night to Remember) e se inicia com uma citação do passageiro da Primeira Classe Jack Thayer, sobre como a mentalidade do mundo foi alterada para sempre pelo naufrágio. Entrevistas raras com alguns dos poucos sobreviventes remanescentes do Titanic, incluindo Edith Brown, Eva Hart, Ruth Becker  (que morreu em 1990), Millvina Dean e Michel Marcel Navratil; discussões com as principais autoridades históricas sobre o naufrágio, incluindo  Charles Haas, John Eaton, Ken Marschall, Don Lynch e Robert Ballard; e excertos de escritos de sobreviventes e artigos de jornais acompanham a narração de McCallum.
O documentário é apresentado em duas partes:

### Titanic: Death of a Dream
A primeira metade, Titanic: Death of a Dream, encapsula as duas primeiras horas. Conta a história das origens do RMS Titanic, de sua concepção e construção até sua viagem inaugural, levando à colisão inicial com o iceberg que afundaria o navio.

### Titanic: The Legend Lives On
A segunda metade, Titanic: The Legend Lives On, se concentra no naufrágio do navio, suas consequências imediatas e sua descoberta em 1985 pelo   Dr. Robert Ballard, juntamente com o legado contínuo do Titanic.

## Elenco parcial
- David McCallum ... Narrador
- Wyn Wade	...	Autor
- Eva Hart	...	Ela própria (sobrevivente do Titanic)
- Ken Marschall	...	Ele próprio (historiador, artista)
- Dot Kendle	...	Ela prórpia (filha de Edith Haisman)
- Ruth Becker Blanchard	...	Ela própria (sobrevivente do Titanic)
- Edith Haisman	...	Ela própria (sobrevivente do Titanic) (como Edith Brown Haisman)
- Millvina Dean	...	Ela própria (sobrevivente do Titanic)
- Don Lynch	...	Ele próprio (historiador, autor)
- Walter Lord	...	Ele próprio (autor)
- Michel 'Momon' Navratil	...	Ele próprio (sobrevivente do Titanic)
- Leslie Harrison	...	Ele próprio (autor)
- Donald Hyslop	...	Ele próprio (historiador)
- Michael McCaughan	...	Ele próprio (curador de história marítima: Ulster Folk and Transport Museum)
- Brian Ticehurst	...	Ele próprio (British Titanic Society)
- Edward S. Kamuda	...	Ele próprio (Fundador e presidente: British Titanic Society)
- George Behe	...	Ele próprio (Vice-presidente: British Titanic Society)
- Frances John Parkinson Jr.	...	Ele próprio (filho de um carpinteiro do Titanic)
- John P. Eaton	...	Ele próprio (autor)
- Charles A. Haas	...	Ele próprio (autor)
- Stanley Tutton Lord	...	Ele próprio

## Recepção
Recebeu crítica positiva na revista DVD Magazine.

### Prêmios e indicações
- 1995, Indicado para o CableACE Award de 1995 por "Editing a Documentary Special or Series"
- 1994, Vencedor do News & Documentary Emmy Awards dep1994 for "Outstanding Achievement in a Craft in News and Documentary Programming"